# Спортивна гімнастика на літніх Олімпійських іграх 2024 — паралельні бруси (чоловіки)
Змагання зі спортивної гімнастики на паралельних брусах серед чоловіків на літніх Олімпійських іграх 2024 відбулися 5 серпня 2024 року на АккорГотелс Арені. 

Це була 26-та поява цієї дисципліни на Олімпійських іграх – її проводили щоразу, коли були змагання в окремих вправах (їх не було в 1900, 1908, 1912 і 1920 роках).

## Формат змагань
Гімнасти, що посіли перші 8 місць у кваліфікаційному раунді (але щонайбільше 2 від НОК) виходять до фіналу. У фіналі гімнаст знову має виконати вправу на паралельних брусах, а оцінки кваліфікаційного раунду не враховуються.

## Результати

### Кваліфікація
| Місце | Гімнаст                 | Оц. скл. | Оц. вик. | Штр. | Загалом | Qual. |
| ----- | ----------------------- | -------- | -------- | ---- | ------- | ----- |
| 1     | Цзоу Цзиньюань (CHN)    | 6,9      | 9,300    |      | 16,200  | Q     |
| 2     | Чжан Бохен (CHN)        | 6,4      | 8,933    |      | 15,333  | Q     |
| 3     | Ока Шинносуке (JPN)     | 6,5      | 8,800    |      | 15,300  | Q     |
| 4     | Олег Верняєв (UKR)      | 6,6      | 8,666    |      | 15,266  | Q     |
| 5     | Лукас Даузер (GER)      | 6,6      | 8,566    |      | 15,166  | Q     |
| 6     | Ілля Ковтун (UKR)       | 6,7      | 8,466    |      | 15,166  | Q     |
| 7     | Ферхат Арікан (TUR)     | 6,9      | 8,133    |      | 15,033  | Q     |
| 8     | Ватару Танігава (JPN)   | 6,3      | 8,700    |      | 15,000  | Q     |
| 9     | Казума Кая (JPN)        | 6,3      | 8,633    |      | 14,933  | -     |
| 10    | Джо Фрейзер (GBR)       | 6,5      | 8,433    |      | 14,933  | R1    |
| 11    | Дайкі Гашимото (JPN)    | 6,1      | 8,733    |      | 14,833  | -     |
| 12    | Сяо Жотен (CHN)         | 6,0      | 8,800    |      | 14,800  | -     |
| 13    | Крістофер Мезарош (HUN) | 6,4      | 8,333    |      | 14,733  | R2    |
| 14    | Анхель Бараяс (COL)     | 6,7      | 8,000    |      | 14,700  | R3    |

### Фінал
| Місце | Гімнаст               | Оц. скл. | Оц. вик. | Штр. | Загалом |
| ----- | --------------------- | -------- | -------- | ---- | ------- |
| 1     | Цзоу Цзиньюань (CHN)  | 6,900    | 9,300    |      | 16,200  |
| 2     | Ілля Ковтун (UKR)     | 7,000    | 8,500    |      | 15,500  |
| 3     | Ока Шинносуке (JPN)   | 6,500    | 8,800    |      | 15,300  |
| 4     | Чжан Бохен (CHN)      | 6,400    | 8,700    |      | 15,100  |
| 5     | Ферхат Арікан (TUR)   | 6,900    | 8,200    |      | 15,100  |
| 6     | Ватару Танігава (JPN) | 6,300    | 7,833    |      | 14,133  |
| 7     | Лукас Даузер (GER)    | 6,000    | 7,700    |      | 13,700  |
| 8     | Олег Верняєв (UKR)    | 6,200    | 7,100    |      | 13,300  |